# Entamoeba polecki
Entamoeba polecki – gatunek pełzaka (ameby) zaliczanego do Archamoebae. Jest niepatogennym komensalem przewodu pokarmowego niektórych zwierząt (u człowieka rzadko spotykany). Występuje w dwóch formach:
- Trofozoit – okrągły, o średnicy 10–20 μm[1] lub 15–20 μm[2]. Jądro komórkowe jest pojedyncze[2], kariosom znajduje się w jego centrum lub jest ułożony ekscentrycznie, natomiast chromatyna leży równomiernie pod otoczką jądrową[1]. Tworzy szerokie nibynóżki (pseudopodia)[2]. Pod względem morfologicznym i anatomicznym przypomina pełzaka okrężnicy (E. coli)[1].
- Cysta – okrągła, o średnicy 9–19 μm[1] lub 10–15 μm[2]. Jądro komórkowe jest pojedyncze[2]. Pod względem morfologicznym i anatomicznym przypomina pełzaka czerwonki (E. histolytica)[1].

## Ekologia
Gatunek kosmopolityczny. Pasożytuje w jelicie grubym świń oraz małp, u człowieka występuje jedynie sporadycznie (wyjątkiem jest Papua-Nowa Gwinea, gdzie występuje często).